# Nicolás Stefanelli
Nicolás Marcelo Stefanelli (Quilmes, Buenos Aires, Argentina, 22 de noviembre de 1994) es un futbolista argentino. Juega de delantero y su club es Defensa y Justicia de la Primera División de Argentina.

## Trayectoria

### Fútbol argentino
Realizó todas las divisiones inferiores en el club de Varela y en el 2014 integró el plantel que obtuvo el ascenso a la máxima categoría del fútbol argentino.
En el segundo semestre de 2014 se marcha en condición de préstamo al Club Villa Dálmine de la B Metropolitana, dónde obtuvo el ascenso a la Primera B Nacional en el mismo año. Disputó 28 partidos y marcó 5 tantos con el equipo de Campana.
Tras su buen paso por el equipo violeta, regresa a Defensa y Justicia a principios del 2016 y rápidamente consigue su titularidad en base a grandes actuaciones con el Halcón, que en aquel entonces era dirigido por Ariel Holan.

### AIK
El 1 de julio de 2017 AIK Estocolmo de la Allsvenskan anunció su fichaje con un contrato de tres años y medio. Debutó en la Allsvenskan el 16 de julio de 2017, en una victoria como local por 1-0 contra el IFK Norrköping.

### Préstamo a Anorthosis Famagusta
El 18 de enero de 2019 se anunció que había firmado su cesión al Anorthosis Famagusta de la Primera División Chipriota.

### Unión La Calera
En julio de 2019 es anunciada su cesión a Unión La Calera de la Primera División de Chile.

### Regresar a AIK
El 26 de febrero de 2021 AIK confirmó que regresaba al club dese Unión La Calera.

### Inter Miami
El 5 de enero de 2023, es anunciado como nuevo jugador del Inter de Miami de la Major League Soccer con un contrato de dos años.

### Fehérvár FC
El 31 de enero de 2024, se anunció que había sido traspasado al Fehérvár FC.

### Vuelta a Defensa y Justicia
Luego de 8 años, el jugador volvió al equipo en el que hizo inferiores.

## Clubes
| Club                            | País           | Año           |
| ------------------------------- | -------------- | ------------- |
| Defensa y Justicia              | Argentina      | 2013-2017     |
| → Villa Dálmine (cedido)        | Argentina      | 2015-2016     |
| AIK Estocolmo                   | Suecia         | 2017-2022     |
| → Anorthosis Famagusta (cedido) | Chipre         | 2019          |
| → Unión La Calera (cedido)      | Chile          | 2019-2020     |
| Inter de Miami                  | Estados Unidos | 2023-2024     |
| MOL Fehérvár F. C.              | Hungría        | 2024-2025     |
| Defensa y Justicia              | Argentina      | 2025-presente |

## Palmarés

### Títulos nacionales
| Título      | Club          | País   | Año  |
| ----------- | ------------- | ------ | ---- |
| Allsvenskan | AIK Estocolmo | Suecia | 2018 |

### Títulos internacionales
| Título      | Club           | País           | Año  |
| ----------- | -------------- | -------------- | ---- |
| Leagues Cup | Inter de Miami | Estados Unidos | 2023 |